# Habitus (Soziologie)
Habitus (lateinisch „Gehaben“, von habere „haben“) bezeichnet das Auftreten oder die Umgangsformen einer Person, die Gesamtheit ihrer Vorlieben und Gewohnheiten oder die Art ihres Sozialverhaltens. Durch Norbert Elias und Pierre Bourdieu wurde „Habitus“ auf der Basis ihres philosophischen Werkes zum soziologischen Fachbegriff weiterentwickelt. Seitdem verbreitet sich der Begriff auch in anderen Wissenschaftsdisziplinen.

## Begriff
Vorläufer des Begriffs ist der von Aristoteles in der Nikomachischen Ethik verwendete Begriff der hexis (ἕξις), abgeleitet von einem Wortstamm für „haben“ oder „besitzen“ im Sinne einer festen Handlungsgewohnheit oder (ethischen oder körperlichen) Grundhaltung. Thomas von Aquin verwendet die Begriffe des habitus corpus, habitus activus und habitus operativus, wobei der zuletzt genannte dem Bourdieuschen Begriff schon recht nahekommt.

### Habitus und Habitualisierung

#### Habitus
In der Soziologie wurde der Begriff „Habitus“ von Norbert Elias und Pierre Bourdieu zum Fachbegriff entwickelt. Aufgrund ihres Philosophiestudiums waren beide mit der Entwicklung des Habitus-Konzepts seit der Antike vertraut. Auf Basis dieses Begriffsverständnisses entwickelten sie ihre Habitus-Begriffe unabhängig voneinander.
- Bei Elias (1897–1990) ist Habitus seit seinem Grundlagenwerk Über den Prozeß der Zivilisation von 1939 ein zentrales Begriffskonzept seiner Prozesssoziologie. Als „sozialen Habitus“ bezeichnet er Gewohnheiten im Denken, Fühlen und Handeln, die Mitgliedern einer Figuration gemeinsam sind (gleichbedeutend „soziale Persönlichkeitsstruktur“: die den Mitgliedern einer Gruppe gemeinsamen psychischen Merkmale) und als „persönlichen Habitus“ die daraus sich mit-entwickelnde individuelle Persönlichkeitsstruktur.[3][4] Bis zur Neuauflage 1969 war dieses Werk jedoch nur relativ wenig bekannt. Genau wie andere prozesssoziologische Begriffe wird auch der Habitus-Begriff bei Elias nicht im klassischen Sinne abschließend definiert, sondern entwickelt und weiterentwickelt (siehe Grundbegriffe der Prozesssoziologie).
- Nach Bourdieu (1930–2002) bezeichnet „Habitus“ das gesamte Auftreten einer Person, im Einzelnen etwa den Lebensstil, die Sprache, die Kleidung und den Geschmack. Zwischen 1962 und 1965 verwendete Bourdieu anstelle des Habitusbegriffs im Anschluss an Weber den Begriff „Ethos“ (nach Max Weber). Eingeführt und in der endgültigen Funktion benutzt wurde der Begriff des Habitus wiederum 1968 mit Verweisen auf Erwin Panofsky. Jedoch wurde er ständig weiter ausgearbeitet und angepasst.[5]

Am Habitus einer Person lässt sich ihr Rang oder Status in der Gesellschaft ablesen. Durchaus möglich ist allerdings auch, dass eine Person mit einem der sozialen Schicht angemessenen Habitus durch verschiedenste Einflüsse in eine tiefere soziale Schicht ab- oder eine höhere aufsteigt. Der Habitus ändert sich (zumindest kurzfristig) nicht.

#### Habitualisierung
Sowohl Elias als auch Bourdieu beschreiben im Konzept des Habitus die psychosoziale Entwicklung von Menschen als ein wechselseitiges Formen und Geformt-Werden, das keiner weiteren Theorien und Konzepte mehr bedarf. Die etwa beim Konzept der Sozialisation meist zugrundeliegende getrennte Vorstellung von Individuum und Gesellschaft sei „irreführend“. Elias beschreibt die Entwicklung des persönlichen Habitus als lebenslangen Prozess der persönlichen Psychogenese, als Teilprozesse im langfristigen Prozesszusammenhang der Psychogenese und Soziogenese einer Gesellschaft. Bourdieu beschreibt den Habitus als generatives Erzeugungsprinzip von Praxisformen und Verhaltensstrategien.

### Ähnliche Konzepte
In diesem Sinne haben bereits ältere Soziologen Habitusformen untersucht, ohne den Begriff zu benutzen – so 1899 Thorstein Veblen den „demonstrativen Konsum“ in The Theory Of The Leisure Class. Spätestens 1925 benutzte Otto Rühle in Die Seele des proletarischen Kindes den Begriff „Habitus“ auch wortwörtlich, als er den Marxismus mit Alfred Adlers Individualpsychologie verband.
Kulturanthropologische und psychoanalytische Ansätze, die den Einfluss der Sozialstruktur auf die Entwicklung der sozialen Persönlichkeit berücksichtigen, ähneln etwa dem Habituskonzept. Der Habitus als „System verinnerlichter Muster“ erzeugt eine Auswahl von kulturtypischen und klassenspezifischen Gedanken, Wahrnehmungen und Handlungen, die den Individuen als ihre eigenen erscheinen, die sie jedoch mit den anderen Mitgliedern ihrer jeweiligen Klasse teilen.
Die theoretischen Überlegungen und empirischen Untersuchungen Erich Fromms zum Gesellschaftscharakter sind ein Beispiel für einen dem Habitus-Konzept in der Erkenntnisleistung vergleichbaren Ansatz. Auch der „Gesellschaftscharakter“ dient als Vermittlungsglied zwischen der individuellen psychischen Struktur und den sozioökonomischen Verhältnissen, erfüllt die Funktion der Herrschaftssicherung unterhalb des Bewusstseins der Menschen, die scheinbar freiwillig das tun, was sie aus funktionalen Gründen tun sollen.

## Habitus und soziale Praxis
„Habitus“ umfasst für Bourdieu zunächst die objektive Kategorisierung von Angehörigen bestimmter sozialer Klassen innerhalb der gesellschaftlichen Strukturen und darüber hinaus ein auf das Subjekt bezogenes Konzept der Verinnerlichung kollektiver Dispositionen. Der Habitus ist ein Erzeugungsprinzip von Praxisformen und Verhaltensstrategien eines sozialen Akteurs. In Bezug auf eine der drei zentralen Strukturkategorien der Gesellschaft, auf die soziale Klasse, wird die Ausprägung des Habitus unter anderem von der Teilhabe an den gesellschaftlichen Gütern abhängig. Dabei spielen das ökonomische, kulturelle, soziale und symbolische Kapital eine entscheidende Rolle.
Um die Funktionsweise des Habitus klarzustellen, muss man erstens verstehen, was Bourdieu unter der „generativen Grammatik“ versteht, und zweitens muss man den Habitus im sozialen Kontext, vor allem in Bezug auf die drei zentralen Kategorien der Gesellschaft – soziale Klasse, Geschlecht und soziales Feld – betrachten.
1. Generative Grammatik: In Anlehnung an Noam Chomskys Analyse der Sprachprozesse entwickelt Bourdieu diese Seite des Habitus. Noam Chomsky untersuchte das Sprechverhalten der Menschen und ist zu diversen Einsichten gekommen. Die Wichtigste für das Verständnis des Habitus ist nach Bourdieu die Annahme, dass soziale Subjekte über ein System generativer Strukturen verfügen, die ihnen ermöglichen, unendlich viele Äußerungen zu erzeugen und damit auf jede mögliche Situation im Leben zu reagieren. Dies verhalf Bourdieu zur Konstruktion des Habitus als generative Grammatik.
Man muss im Zusammenhang mit Noam Chomsky klarstellen, dass Bourdieu von Chomsky nur diesen Ansatz übernahm und weiterentwickelte. Chomskys Annahme, dass Sprecher ihre persönliche Sprechweise von einer angeborenen Universalgrammatik ableiten, lehnte Bourdieu ab. Bourdieu definiert den Habitus als eine erworbene (nicht als angeborene) und als erfahrungsabhängige Konstruktion.
2a. Habitus und soziale Klasse: Mit der sozialen Klasse sind die vertikalen Ungleichheiten der Gesellschaft und die ungleiche Teilhabe der sozialen Subjekte an gesellschaftlichen Gütern gemeint. Man unterscheidet unter mehreren Kapitalformen, die für die Definition der Klassen eine grundlegende Bedeutung haben. Es handelt sich um ökonomisches Kapital, kulturelles Kapital, symbolisches Kapital und soziales Kapital. Mit dem ökonomischen Kapital sind die materiellen Ressourcen, über die ein soziales Subjekt verfügt, gemeint. Die akademischen Titel, erworbene Praktiken bilden kulturelles Kapital. Mit symbolischem Kapital sind Prestige und Anerkennung in der Gesellschaft gemeint. Die sozialen Beziehungen sind die Grundlage für soziales Kapital.
Wenn eine Gruppe von sozialen Subjekten ähnliche Vorlieben vorweist und sich außerdem in ähnlichen sozialen Verhältnissen befindet, beobachtet man gewisse Gemeinsamkeiten. Diese gemeinsamen habituellen Strukturen sind nach Bourdieu für eine bestimmte soziale Klasse typisch. Diese gemeinsamen habituellen Strukturen bezeichnet der Begriff „Klassenhabitus“. Der klassenspezifische Habitus kann durch das Handeln der sozialen Subjekte, die einer Klasse angehören, rekonstruiert werden. Damit ist das Handeln der Klassenzugehörigen für andere Mitglieder der Gruppe leicht nachvollziehbar und erklärbar.
2b. Habitus und Geschlecht: Mit dieser Strukturkategorie ist die Arbeitsteilung zwischen Frau und Mann gemeint. Diese gesellschaftliche Strukturierung ist in jeder Gesellschaft vorfindbar.
Nach Bourdieu wird durch diese grundlegende Strukturkategorie der Gesellschaft das Herrschaftsverhältnis impliziert. Mit dem Verständnis von Zweigeschlechtlichkeit und mit der Hervorhebung der männlichen Herrschaft ist das Herrschaftsverhältnis in unserer modernen Gesellschaft besonders gut begreifbar. Die Zweigeschlechtlichkeit ist ein Unterscheidungsprinzip, das bei den Individuen von früher Kindheit an besonders ausgeprägt ist. Diese Kategorie hat eine große Bedeutung bei der Herausbildung des Habitus. Geschlechter sind als polare entgegengesetzte Kategorien, nicht wie ein Klassifikationssystem, konstruiert. Das geschlechtsspezifische Verhalten ist im Habitus besonders tief eingeprägt und beeinflusst intensiv das soziale Verhalten.
Im Zusammenhang mit der Kategorie Geschlecht verwendet Bourdieu den Begriff der symbolischen Gewalt. Mit der symbolischen Gewalt ist eine mittelbare Form der Gewaltausübung gemeint. Charakteristisch für die symbolische Gewalt ist das nicht bewusste Einverständnis der Beherrschten (Frauen) gegenüber der herrschenden Ordnungsvorstellung. Beide Seiten, die Herrschenden (Männer) und die Beherrschten (Frauen), müssen dafür über ein Verhaltenssystem, über einen Habitus verfügen, in dem dieses Herrschaftsverhältnis eingeprägt ist. So muss man sich die Frage stellen, warum auch in unserer modernen Gesellschaft die Gleichberechtigung zwischen Frau und Mann nicht vollkommen stattgefunden hat. Bourdieu erklärt dieses Phänomen damit, dass der Habitus so tief „verwurzelt“ ist, dass er die erlernten (patriarchalen) Verhaltensweisen und das geschlechtsspezifische Verhalten in der Praxis (oder besser in der Mehrzahl, den Praxen) des sozialen Lebens „vorstrukturiert“. Dies führe dazu, dass die Frauen unbewusst die männliche Herrschaftsordnung akzeptieren und diese selbst wiederum aktiv reproduzieren.
2c. Habitus und soziales Feld: Mit dem sozialen Feld ist die funktional-differenzierte arbeitsteilige Gliederung der Gesellschaft gemeint. Ein soziales Feld ist nach Bourdieu ein Kräftefeld, in dem die Beteiligten um Macht konkurrieren. Die Beteiligten versuchen, ihre Positionen und Repräsentationen durchzusetzen. Bourdieu vergleicht das soziale Feld mit einem Spiel. Jedes soziale Feld verfügt über eigene, für das soziale Feld typische Funktionsweisen mit spezifischen Grundsätzen. Für die Existenz eines sozialen Feldes ist die Identifizierung der Beteiligten mit diesem Funktionssystem wichtig – die Beteiligten machen es zu ihrem Beruf. Die spezifische Funktionsweise und die für das soziale Feld typischen Grundsätze sind bei den beteiligten sozialen Subjekten tief eingeprägt. Sie sind ihnen zur Natur geworden und werden im Habitus gespeichert.
Das Habituskonzept vermittelt zwischen den fundamentalen/elementaren Lebensbedingungen und den Praxisformen eines sozialen Akteurs (Raum der Lebensstile). Fundamentale Lebensbedingungen zeichnet Bourdieu im sozialen Raum nach.
Der Habitus erfüllt eine Doppelfunktion:
- Er ist als Opus operatum (Werk, Produkt des Handelns) durch die elementaren Lebensbedingungen der sozialen Lage bestimmt
- und zugleich als Modus Operandi (Handlungsweise, Art des Handelns) generatives Erzeugungsprinzip für die Praxis.

Bourdieu spricht in Bezug auf das „Opus operatum“ von „strukturierter Struktur“ des Habitus. Die zweite Seite des Habitus wird von Bourdieu als „modus operandi“ bezeichnet, es ist die „strukturierende Struktur“ des Habitus.

### Opus operatum(Werk)
Der Habitus ist klassenspezifisch determiniert, d. h., Lebensbedingungen werden über Anpassungs-, Lern- und Konditionierungsprozesse als klassenspezifische Klassifikationssysteme verinnerlicht. In der alltäglichen Praxis werden kollektive, generative Schemata und „Dispositionen“ (grundlegende Einstellungen) einverleibt.
Die soziale Herkunft und der bisherige soziale Lebenslauf sind für die Prägung des Habitus von zentraler Bedeutung. Über die frühkindliche Entwicklung vermittelt, geht darüber hinaus die gesamte kollektive Geschichte der Familie und der Klasse in den Habitus ein. Nicht nur klassenspezifische Sprache oder Werte haben konstituierende Funktion, sondern beispielsweise auch die Architektur, große und helle oder enge, dunkle Räume oder auch die Beschaffenheit der Inneneinrichtung wirken in der frühkindlichen Entwicklung prägend.
Bourdieu bezeichnet den Habitus als „geronnene Lebensgeschichte“. Soziale Positionen werden als Dispositionen verinnerlicht.

### Modus Operandi(Handlungsweise)
Der Habitus ist ein generatives Erzeugungsprinzip von sozialen Praxisformen.
Die Schemata des Habitus bilden Urformen der Klassifikation und sind die fundamentalsten Prinzipien der Konstruktion und Bewertung der sozialen Welt. Weil diese als hierarchisch strukturiert erfahren wird, ja inkorporiert ist, wird sie auch als solche wahrgenommen und bewertet.
Die Art zu denken, die Sichtweise auf die soziale Welt, das Verhalten und Handeln in sozialen Situationen bis hin zu alltäglichen Handlungen werden von den Dispositionen und Klassifikationen des strukturell angepassten Habitus gesteuert und realisiert. Entstandene Dispositionen, inkorporierte Lernakte beziehen sich nicht nur auf die konkrete Lernsituation, sondern folgen dem generativen Prinzip des Habitus und wirken in eine Vielzahl von Handlungs-, Bewertungs- und Wahrnehmungssituationen hinein.
Die durch die Klassenzugehörigkeit bestimmte Determinierung des Habitus bietet gleichwohl Raum für eine individuelle kreative Weltgestaltung. In einer Theorie der Praxis verbindet Bourdieu sozialstrukturell beeinflusste Verhaltensformen mit nutzungsorientierten Strategien. Die sozialen Akteure greifen in variablen, niemals gleichen Situationen auf dauerhafte Dispositionen zurück, die gleich den Zügen eines Schachspiels improvisiert, kombiniert, erfunden werden. Der Habitus ist also „objektiv“ determiniert, erlaubt aber zugleich „subjektive“ individuelle Handlungsstrategien in einem Raum der Möglichkeiten.
Der Habitus umfasst:
- ein „System dauerhafter und übertragbarer Dispositionen“, welche als Erzeugungs- und Ordnungsgrundlage für Praktiken und Vorstellungen dienen, die sich in der Spontaneität des Momentes, also ohne Wissen und ohne Bewusstsein in der Praxis eines Menschen offenbaren;
- einverleibte, zur Natur gewordene und damit als solche vergessene verinnerlichte, also inkorporierte (einverleibte) Geschichte;
- ein „sozial konstituiertes System von strukturierten und strukturierenden Dispositionen, das durch Praxis erworben wird und konstant auf praktische Funktionen ausgerichtet ist“;
- Zeichen der Distinktion der einzelnen Klassen, die sich unter anderem in einer speziellen Kleidung, Sprache, Geschmack oder dem Konsumverhalten äußert;
- Denk- und Sichtweise der Wahrnehmungsschemata, welche die Prinzipien des Urteilens und Bewertens begründen;
- Die Doxa ist die stillschweigende, in der Übereinstimmung des Habitus mit den objektiven Strukturen entstehende Erfahrung der bestehenden Ordnung, nicht als willkürlich geschaffene und damit kritisierbare, sondern als ein natürlich gegebener, selbstverständlicher Zustand, und wird somit als natürlich aufgefasst.

Außerdem benutzt Bourdieu in diesem Zusammenhang folgende Terminologie:
- „Körper gewordene Sprache“ bedeutet: Durch den Habitus verdinglichen sich Denk- und Sichtweisen am menschlichen Körper.
- Praxis meint, dass der Habitus den Menschen jeden Moment seines Daseins durchdringt und seinen Handlungsspielraum einengt, ihm aber Möglichkeiten der Gestaltung innerhalb dieses Rahmens lässt.
- Generativer Operator stellt eine erzeugende Verbindung von Strukturierendem und Strukturiertem bereit.

In modernen Industriegesellschaften unterscheiden sich gemäß Bourdieu die einzelnen sozialen Klassen nicht nur durch ihre unterschiedliche Verfügungsgewalt über die Produktionsmittel, sondern auch durch „feine Unterschiede“ (vgl. auch Die feinen Unterschiede) in ihren Habitusformen im Raum der Lebensstile. Diese Unterschiede, die Zeichen der Distinktion, beziehen sich z. B. auf Kleidung, Sprache, Geschmack und das Konsumverhalten.
Habitus bedeutet bei Bourdieu die klassenspezifisch erworbene, unbewusste aber nichtsdestoweniger genaue Angepasstheit der Dispositionen, Verhaltensmuster und Einstellungen einer Person an das jeweilige soziale (Um-)Feld. Das gesamte Handeln der Individuen wird von diesem Habitus bestimmt: Der Habitus leistet die Umsetzung objektiver gesellschaftlicher Verhältnisse in subjektive, individuelle und klassenbestimmte Praxis. Unbewusst und trotzdem genau angepasst an das soziale Feld ist diese Praxis deshalb, weil der Habitus geschichtlich erst in Reaktion auf ein immer schon vorhandenes soziales Feld entsteht. Der Habitus ist daher das Produkt eines geschichtlichen Prozesses. In ihm manifestieren sich die objektiven Notwendigkeiten und Möglichkeiten des Handelns einer Klasse und werden mittels eines Klassenethos in subjektiven Sinn verwandelt.

### Hexis
Hexis ist die griechische Version des bekannteren Habitus = „Verhalten“, „äußere Form“, „Haltung“. Bourdieu benutzt Hexis und Habitus teilweise in verschiedener Bedeutung. Während er mit dem Begriff Habitus Steuermechanismen für geistige Einstellungen und Gewohnheiten bezeichnet (zum Beispiel Kunst- oder Musikgeschmack), verwendet er Hexis in Bezug auf die körperliche Dimension (zum Beispiel Gestik, Mimik, Körperhaltung, Wahl der Sportart).

## Beispiele Habitus
Beispiele für Aspekte des Habitus sind:
- nationaler Habitus[9]
- professioneller Habitus[10]
- Geschlechtshabitus, männlicher Habitus, weiblicher Habitus
- Schülerhabitus[11]